# (15923) 1997 VN3
(15923) 1997 VN3 est un astéroïde de la ceinture principale d'astéroïdes de 13,57 km de diamètre découvert en 1997.

## Description
(15923) 1997 VN3 a été découvert le 6 novembre 1997 à l'observatoire astronomique d'Ōizumi, situé à Ōizumi, dans la préfecture de Gunma, au Japon, par Takao Kobayashi.

### Caractéristiques orbitales
L'orbite de cet astéroïde est caractérisée par un demi-grand axe de 2,59 UA, un périhélie de 2,010 UA, une excentricité de 0,19 et une inclinaison de 18,11° par rapport à l'écliptique. Du fait de ces caractéristiques, à savoir un demi-grand axe compris entre 2 et 3,2 UA et un périhélie supérieur à 1,666 UA, il est classé, selon la JPL Small-Body Database, comme objet de la ceinture principale d'astéroïdes.

### Caractéristiques physiques
(15923) 1997 VN3 a une magnitude absolue (H) de 13,4 et un albédo estimé à 0,045, ce qui permet de calculer un diamètre de 13,57 km. Ces résultats ont été obtenus grâce à la méthode radiométrique en utilisant les données d'observations obtenues par le télescope spatial infrarouge IRAS] lancé en 1983 et qui a permis d'élaborer le catalogue IRAS Minor Planet Survey (IMPS).